# Velika loža Moldavije
Velika loža Moldavije (rum. Marea Lojă a Moldovei), skraćeno MLM, je regularna slobodnozidarska velika loža u Moldaviji. Osnovana je 1999. godine uz pomoć Regularne velike lože Italije.

## Povijest
Nakon stjecanja neovisnosti 1991. godine, koje je uslijedilo raspadom komunističkog Sovjetskog Saveza, slobodno zidarstvo u Moldaviji postupno se obnavlja. Prva masonska loža, Loža "Savez" (tal. Loggia Alleanza) br. 113, osnovana je 7. lipnja 1997. godine u Kišinjevu pod pokroviteljstvom Regularne velike lože Italije, a sve uz potporu uz potporu tadašnjeg moldavskog predsjednika Piotra Lucinschija, poznatog po svojoj antirumunjskoj politici. Druga je osnovana u svibnju iduće godine također u Kišinjevu, Loža "Tisućljeće" (Loggia Terzo Millennio). Tri lože su osnovane istoga dana 7. lipnja 1998. godine, lože "Renesansa" i "Unija" u Kišinjevu te Loža "Južna zvijezda" u Tiraspolu. Ovih pet lože su u listopadu 1998. godine stavljene u jednu pokrajinsku veliku ložu u strukturi Regularne velike lože Italije. Pod pokroviteljstvom talijanske velike lože tijekom 1999. godine osnovane su još tri lože u Kišinjevu, lože "Atlant" i "Ujedinjena srca" osnovane su na isti dan 2. lipnja dok je Loža "Kruna nacije" osnovana 14. listopada. Ovih osam loža u Kišinjevu pod Regularnom velikom ložom Italije su 15. listopada 1999. godine osnovale Veliku ložu Moldavije a svjetlo je u novu veliku ložu je unio talijanski veliki majstor Giuliano Di Bernardo.
U Kišinjevu su tijekom 2000. godine osnovane još tri lože, "Stjepan Veliki", "Stup" i "Studija", kao i Loža "Večernja zvijezda" u Cahulu. U Bălțiju u ožujku 2001. je osnovana Loža "Sjeverna zvijezda". Tijekom 2004. godine osnovane tri lože u Kišinjevu, "Hermes", "Junimea" i "Codex Diplomaticus", a u lipnju 2007. još jedna, Loža "Ovidije br. 25".
Tijekom 2001. djelovala je 21 loža pod okriljem Velike lože Moldavije. Tijekom 2002. godine dvije lože u Moskvi, "Hrabrost" i "Konstelacija", prelaze pod nadležnost Velike lože Rusije. 
Krajem 2008. godine dio članstva se izdvojio i formirao Veliku nacionalnu ložu Republike Moldavije koja se kasnije priključila ICUGL-u i priznala ju je Velika loža Francuske.

## Ustroj
Sjedište Velika loža Moldavije je u Kišinjevu.

### Lože
U 2024. godini pod zaštitom ove velike lože radi 17 loža, od toga su 14 u Kišinjevu i po jedna u Cahulu, Bălțiju i Tiraspolu.
- Loža "Savez" (rumu. Lojă Alianţa) br. 1, Kišinjev – osnovana je kao loža br. 113 pod zaštitom Regularne velike lože Italije.
- Loža "Tisućljeće" (Lojă Milenium) br. 2, Kišinjev – nosi naziv po tisućljećju, vremenskom razdoblju; osnovana je kao loža br. 116 zaštitom Regularne velike lože Italije.
- Loža "Renesansa" (Lojă Renaştere) br. 3, Kišinjev – nosi naziv po Renesansi, razdoblju u književnosti i umjetnosti; osnovana je kao loža br. 121 pod zaštitom Regularne velike lože Italije.
- Loža "Južna zvijezda" (Lojă Steaua De Sud) br. 4, Tiraspol – osnovana je kao loža br. 118 pod zaštitom Regularne velike lože Italije.
- Loža "Unija" (Lojă Unire) br. 5, Kišinjev – osnovana je kao loža br. 122 pod zaštitom Regularne velike lože Italije.
- Loža "Atlant" (Lojă Atlant) br. 6, Kišinjev – nosi naziv po Atlantu, jednom od Titana u grčkoj mitologiji; osnovana je kao loža br. 134 pod zaštitom Regularne velike lože Italije.
- Loža "Ujedinjena srca" (Lojă Uniunea Inimilor) br. 7, Kišinjev – osnovana je kao loža br. 139 pod zaštitom Regularne velike lože Italije.
- Loža "Kruna nacije" (Lojă Coroana Neamului) br. 8, Kišinjev – osnovana je zaštitom Regularne velike lože Italije, jedan dan prije osnivanja Velike lože Moldavije.
- Loža "Stjepan Veliki" (Lojă Ștefan Cel Mare) br. 9, Kišinjev – nosi naziv po princu Stjepanu III.
- Loža "Večernja zvijezda" (Lojă Luceafărul) br. 12, Cahul – nosi naziv po poemi Večernja zvijezda rumunjskog pjesnika Mihaia Eminescua.
- Loža "Stup" (Lojă Columna) br. 14, Kišinjev – nosi naziv po stupu, konstruktivnom elementu u arhitekturi.
- Loža "Hermes" (Lojă Hermes) br. 15, Kišinjev – nosi naziv po Hermesu, glasniku bogova u grčkoj mitologiji.
- Loža "Studium" (Lojă Studium) br. 19, Kišinjev – nosi naziv po latinskoj riječi za  učenje.
- Loža "Sjeverna zvijezda" (Lojă Steaua De Nord) br. 24, Bălţi – nosi naziv po zvijezdi Sjevernjači.
- Loža "Junimea" (Lojă Junimea) br. 27, Kišinjev – nosi naziv po rumunjskom književnom društvu Junimea.
- Loža "Codex Diplomaticus" (Lojă Codex Diplomaticus) br. 28, Kišinjev – nosi naziv po latinskom izrazu za Diplomatički zbornik.[10]
- Loža "Ovidije 25" (Lojă Ovidiu – 25) br. 32, Kišinjev – nosi naziv po kišinjevskoj loži utemeljenoj 1821. godine; odnosno po antičkom rimskom pjesniku Ovidiju i rednom broju lože iz 1821.[11][12]

U okviru ove velike lože radile su i:
- Loža "Sirius" (Lojă Sirius), Kišinjev – nosila naziv po zvijezdi Sirius, najsjajnijoj zvijezdi noćnog neba; osnovana je kao loža br. 138 pod zaštitom Regularne velike lože Italije.
- Loža "Južna kruna" (Lojă Coroană De Sud), Căușeni
- Loža "Neptun" (Lojă Neptun), Kišinjev – nosila naziv po Neptunu, bogu mora i potresa u rimskoj mitologiji.
- Loža "Konstelacija" (Lojă Constelatie; rusk. Ложа "Созвездие"), Kišinjev / Moskva – nosila naziv po sinonimu za zviježđe; izdvojila se 2002. godine i prešla pod okrilje Velike lože Rusije.
- Loža "Prometej" (Lojă Prometeu), Orhei – nosila naziv po Prometeju, bogu vatre u grčkoj mitologiji.
- Loža "Baština" (Lojă Baștină), Ștefan Vodă – nosila naziv po baštini,  imanju koje je naslijeđeno iz prošlosti.
- Loža "Tighina" (Lojă Tighina), Tighina – nosila naziv po gradu Tighina.
- Loža "Bizon" (Lojă Zimbru), Kišinjev – nosila naziv po europskom bizonu.
- Loža "Fortuna" (Lojă Fortuna), Kišinjev – nosila naziv po latinskoj riječi za sreću.
- Loža "Slava" (Lojă Glorie), Kišinjev
- Loža "Centurion" (Lojă Centurion), Kišinjev – nosila naziv po centurionu, zapovjedničkom činu Rimske vojske.
- Loža "Kozmopolit" (Lojă Cosmopolitan), Kišinjev – nosila naziv po pristaši kozmopolitizma.
- Loža "Hrabrost" (rusk. Ложа "Доблесть"), Moskva – nosila naziv po vrlini hrabrost; izdvojila se 2002. godine i prešla pod zaštitu Velike lože Rusije.
- Lože pod brojevima 10, 11, 13, 16, 17, 18, 20, 21, 22, 23, 25, 26, 29, 30 i 31.

### Uprava
Velikom ložom Moldavije upravlja veliki majstor (rumu. Marele Maestru) koji se bira na petogodišnje razdoblje. Dosadašnji veliki majstori su:
- Anatol Andreevici Coman (1999. – ?)[13][14][15]
- Iurie Sedletchi (od 2005.)[8]

### Međunarodna suradnja
Velika loža sudjeluje u radu Svjetske konferencije regularnih masonskih velikih loža. Također, potpisala je povelje o prijateljstvu i međusobnom priznavanju s preko 140 regularnih velikih loža.

### Obredi
Primarni masonski obred Velike loža Moldavije je Emulacijski obred preveden na rumunjski jezik. Velika loža upravlja simboličkim stupnjevima plave lože (učenik, pomoćnik i majstor) i delegira upravljanje visokim stupnjevima na dodatna tijela i redove.

## Pridružena tijela i redovi
Upravljanje visokim stupnjevima Velika loža Moldavije provodi kroz pridružena tijela i redove od kojih svaki predstavlja jedan obred a na temelju potpisanih konkordata.
- Vrhovno vijeće 33. i posljednjeg stupnja Drevnog i prihvaćenog škotskog obreda Rumunjske – nadležno za rad Drevnog i prihvaćenog škotskog obreda u Moldaviji.[17]